# Skycam

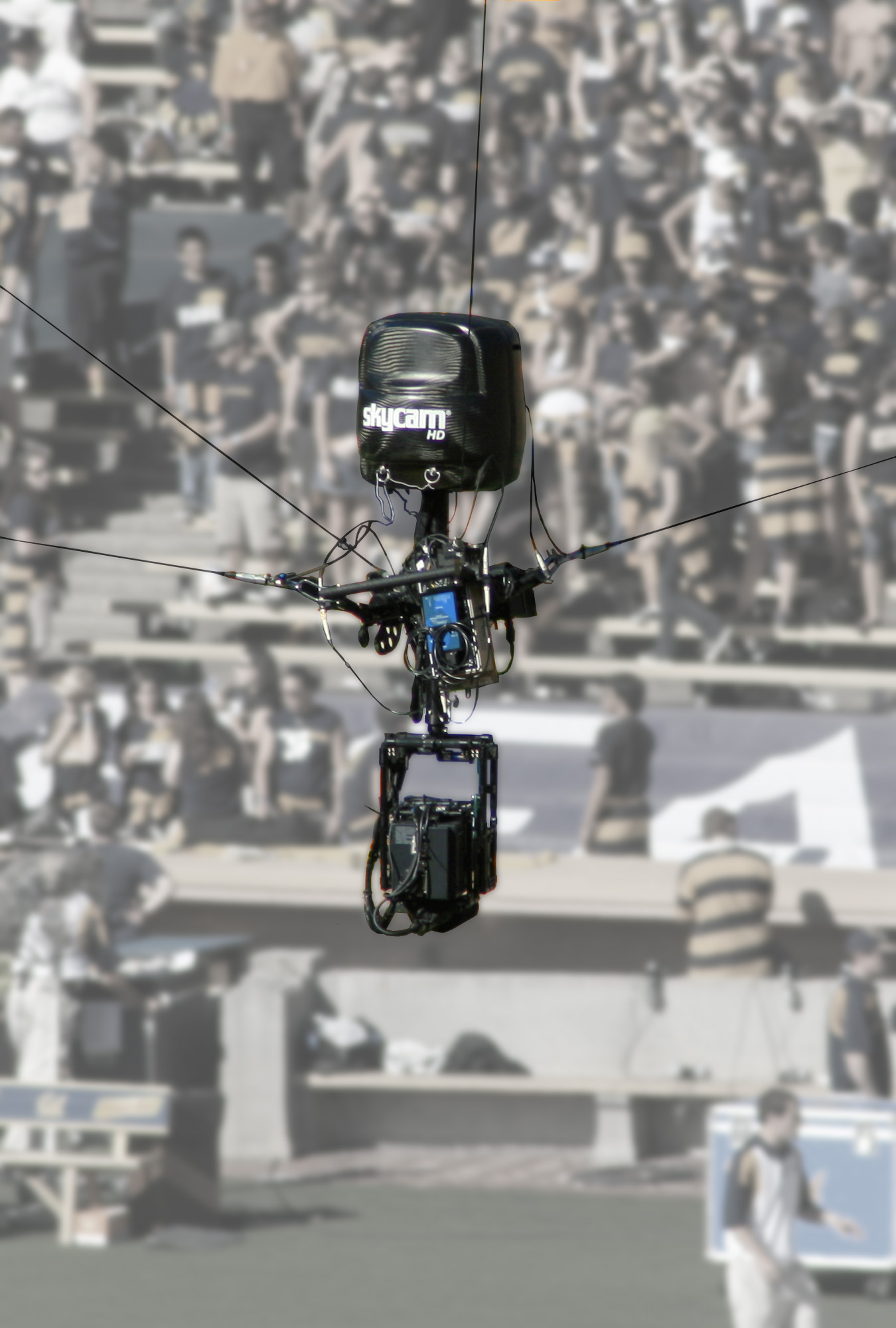
Skycam HD bei einem Football-Match

Skycam ist der Produktname eines computer-kontrollierten Kamera-Systems, das bei Großveranstaltungen und in Sportstadien eingesetzt wird. Das System schwebt an Drähten hängend über dem Spielfeld und kann so das Spielgeschehen aus der Vogelperspektive verfolgen. Es wird auch zur Zeitlupengabe der Treffer und des Spielverlaufs angewandt.
Anders als bei der Seilkamera, bei der mehrere Kameraleute eine Film- und Fernsehkamera händisch weiterreichen, fährt hier bisweilen ein Kameramann mit.

## Funktionsweise
Das System ähnelt in der Funktionsweise der Steadicam. Das System wurde ursprünglich von der Firma CF Inflight entwickelt, die jedoch im Jahre 2004 die Firma Winnercomm Inc. übernahm.

## Geschichte
Mitte der 1980er Jahre – als das System von Garrett Brown patentiert wurde – wurden Kamera-Systeme wie die Skycam noch selten verwendet. Dies änderte sich erst Mitte der 1990er Jahre, als deutliche Verbesserungen in der Computer- und Servomotor-Technik erreicht wurden.